# Mohanganj Upazila
Mohanganj Upazila är ett underdistrikt i Bangladesh. Det ligger i den nordöstra delen av landet, 140 km norr om huvudstaden Dhaka.
Trakten runt Mohanganj Upazila består till största delen av jordbruksmark. Runt Mohanganj Upazila är det tätbefolkat, med 511 invånare per kvadratkilometer.